# アルベルト・ヒメネス
アルベルト・ヒメネス（Alberto Jiménez、1969年4月8日 - ）は、メキシコのプロボクサー。元WBO世界フライ級王者。メキシコシティ出身。

## 来歴
1988年6月3日、メキシコシティでデビューを果たし2回TKO勝ちで白星でデビューを飾った。
1991年3月23日、メキシコシティでメキシコフライ級王者ゴンザロ・ヴィラロボスと対戦し4回1分47秒TKO勝ちで王座獲得に成功した。
1991年10月25日、バンコクのルンピニー・スタジアムでWBC世界フライ級王者ムアンチャイ・キティカセムと対戦するが12回0-3(114-114、110-117、114-115)の判定負けで王座獲得に失敗した。
1993年5月18日、後の世界2階級制覇王者マーク・ジョンソンとWBB世界フライ級王座決定戦を行ったが12回1-2(113-115、114-115、115-114)の判定負けで王座獲得に失敗した。
1994年5月23日、アーサー・ジョンソンと対戦し10回2-1の判定勝ち。
1995年2月11日、カルセール・カジノでWBO世界フライ級王者ジェイコブ・マトラーラと対戦。147cmと小柄なマトラーラはやりにくいとの声があったが8回2分35秒TKO勝ちで王座獲得に成功した。
1995年6月17日、後の世界2階級制覇王者ロビー・リーガンと対戦し9回終了時棄権で初防衛に成功した。
1995年10月9日、後のIBO世界フライ級王者ゾリレ・ムビティと対戦し2回1分43秒TKO勝ちで2度目の防衛に成功した。
1996年3月23日、ミゲール・マルチネスとシーザース・パレスで対戦し5回2分15秒TKO勝ちで3度目の防衛に成功した。
1996年6月1日、後のWBO世界スーパーフライ級王者ホセ・ロペスと対戦し12回3-0(2者が118-110、120-108)の判定勝ちで4度目の防衛に成功した。
1996年9月6日、カルロス・ガブリエル・サラサールと対戦し12回1-1(115-113、114-114、115-118)の判定で引き分けに終わったが5度目の防衛に成功した。
1996年12月13日、カルロス・ガブリエル・サラサールとリマッチを行ったが10回TKO負けで6度目の防衛に失敗し王座から陥落した。
2000年12月15日、ギルベルト・バラノスと対戦し2回終了時棄権で勝利した試合を最後に現役を引退した。

## 獲得タイトル
- メキシコフライ級王座
- 第5代WBO世界フライ級王座（防衛5）